# Johann Jacob Paul Moldenhawer
Johann Jacob Paul Moldenhawer (Amburgo, 11 febbraio 1766 – Kiel, 21 agosto 1827) è stato un botanico tedesco che ha fatto una serie di importanti scoperte nell'anatomia delle piante.

## Biografia
Nato ad Amburgo, figlio di un ministro, ha iniziato a studiare teologia e classici. A un certo punto, si interessò alle piante e nel 1791 pubblicò Tentamen in historiam plantarum Theophrasti, su Teofrasto, e l'anno successivo viene registrato come "Professore straordinario di botanica e cultura degli alberi da frutto" ( außerordentlicher Professor für Botanik und Obstbau ) presso l'Università di Kiel. Studiò anatomia vegetale dal 1795 al 1812, quando pubblicò Beyträge zur Anatomie der Pflanzen sui suoi risultati. Subito dopo si è concentrato sulla coltura degli alberi da frutto. È morto a Kiel.
I contributi di Moldenhawer si concentrano sull'esame microscopico dei tessuti vegetali, per il quale ha ideato tecniche per separare le cellule dallo strato lamellare intermedio che le separa. Ha identificato i tessuti vascolari e parenchimatici, ha descritto i fasci vascolari, ha osservato le cellule nel cambio e ha interpretato gli anelli degli alberi. Ha scoperto che gli stomi erano composti da coppie di cellule, piuttosto che da una singola cellula con un foro. Sebbene a Moldenhawer non sia attribuita la teoria delle cellule, il suo lavoro ha fornito una documentazione chiave per la validità della teoria nelle piante.
Il genere Moldenhawera è chiamato in suo onore.